# Crita (Officina Zoè)
Crita è il quarto album degli Officina Zoè, è uscito nel 2004.

## Tracce
1. Ferma ferma – 8:25
2. Allu sciardinu – 4:48
3. Anima bella – 6:54
4. Pizzica paccia – 4:37
5. Fior di tutti i fiori – 5:29
6. Kali Nifta – 7:03
7. L'acqua ci te llavi – 4:17
8. Maria Nicola – 4:12
9. Tamburreddu meu – 7:00
10. Camina ciucciu – 4:01